# Táncterápia
A táncterápia, vagy táncos mozgásterápia a mozgás és a tánc pszichoterápiás használata az érzelmek, észlelés, társas kapcsolatok, viselkedés és egyéb fizikai állapotok javítására. Mivel ez egy önkifejező kezelés, a táncterápia a mozgás és az érzelmek kapcsolata. Az alapvető célja a  az, hogy egészséges egyensúlyt és teljességérzést nyújtson.
Amióta a táncterápia megszületett az 1940-es években, a népszerűsége egyre nőtt és sokkal komolyabb és hatékonyabb lett. Az évek alatt a táncterápiás gyakorlatok fejlődtek, mégis az alapelv ugyanaz maradt. A legtöbb táncterápiás foglalkozás, az alapelvek hatására, négy fő részre osztható: felkészülés, lappangási idő, beszélgetés és értékelés. Az olyan szervezetek, mint  az Amerikai Táncterápiás Egyesület és a Nagy Britanniai Tánc-és Mozgásterápiás Egyesület magas szintű képzést ad professzionális oktatóknak. A táncterápia: mentálhigiéniai rehabilitációs központokban, egészségügyi és oktatási intézményekben, szanatóriumokban és más egészségügyi programokban működik.  A táncterápia különböző ágai sokat segíthetnek sokféle betegség és zavar gyógyításában. A táncterápiát említik még mozgásos pszichoterápia és táncterápia néven is.

## Története
Habár a tánc évszázadokon át az önkifejezés egyik formája, csak nemrégiben lett terápiás  módszer. A táncterápia  két nagyobb hullámra osztható.  Amerikában megjelenése előtt az 1940-es években, Nagy Britanniában van a táncterápia ötlete a 19. századból  az Egyesült Királyságban.

### Az első hullám
Marian Chace, a táncterápia ,,Nagy Asszonya’’ az a nő, aki az Egyesült Államokban bemutatta a táncterápiát, és megindította  első nagy hullámát. Őt tartják az amerikai táncterápia megalapozójának. 1942-ben a munkája során a tánc nyugati gyógymódként lett bemutatva. Chace eredeti foglalkozása táncos, koreográfus és előadóművész volt. Miután megnyitotta saját tánciskoláját Washington, D.C. –ben, Chace elkezdett azon gondolkozni, milyen hatásai vannak a táncnak és egyáltalán a mozgásnak a tanítványaira. Felkérték, hogy dolgozzon a Szent Erzsébet kórháznak is Washingtonban, egy pszichiáter észrevette  jótékony hatását pácienseire Chace táncóráin részt venni. 1966-ban Marian Chace lett az Amerikai Táncterápiás Egyesület első elnöke, egy olyan szervezeté, melyet ő és még sok fiatal oktató alapítottak.

## Második hullám
Egészen az 1970-es és 1980-as évekig tartott, mire a táncterápia elterjedt, és felkeltette az amerikai terapeuták érdeklődését. Ez idő alatt a terapeuták kísérletekbe kezdtek a táncot és a mozgást alkalmazni . Ezeknek a kísérleteknek az eredménye: a táncterápiát besorolták a pszichoterápiák közé. A mai értelemben vett táncterápia ebből a második hullámból alakult.

## Alapelvek
A táncterápia alapelve: a test és a lélek elválaszthatatlanok.- A test és a lélek kölcsönhatásban van egymással, tehát egy mozgás változtatása mindenre kihat.- A mozgás visszatükrözi a személyiséget.- A terápiás kapcsolat legalább néhány non-verbális közvetettséget igényel,  a terapeuta tükörként leutánozza a kliens mozdulatait.- A mozgás jelképes, ezért tudattalan folyamatok is zajlanak közben.- A mozgás-rögtönzés a létezés egy új formáját adja.- A táncterápia a korai non-verbálist a későbbi időkhöz is közelíti. A test, a lélek és a szellem egységéből  a táncterápia minden egyénnek teljességérzetet biztosít.

## A kreatív folyamat
A kreatív folyamatnak négy fő szakasza van:. Minden egyes szakasz egy kisebb célt tartalmaz, mely összhangban van a táncterápia egészének céljával.  Habár a szakaszok egymásra épülnek, a későbbiek során gyakran vissza kell térni egy-egy már továbblépett szakaszra a terápia során. A négy fő rész pedig:- Felkészülés: a bemelegítés. Ekkor alakul ki a biztonság.- Lappangó időszak: nyugodt, jelképes, szabad mozdulatok.- Beszélgetés: a jelentőség érthető. Pozitív és negatív élmények is kialakulhatnak.- Értékelés: A folyamatok összefüggéseinek megbeszélése, felkészülés a terápia befejezésére.

## Speciális alkalmazási területek
A táncterápia különféle rendellenességek és betegségek gyógyítására alkalmazható. Főleg a stressz csökkentésére alkalmas, és a test áll a középpontjában.. Más: Autizmus: a terapeuta szenzomotoros kapcsolatot alakít ki, biztosítja az elfogadást és segít tágítani a értelem határait, növeli az érettséget. Tanulási zavarok: fejleszti a szervezőképességet, megtanítja a választást és az irányítást, nagyobb önbizalmat nyújt,segíti tanulásban az egyént. Szellemi visszamaradottság: javítja a testről alkotott képet, a társas kapcsolatok kialakítását megkönnyíti, a motoros és a társalgó készséget fejleszti. Süketség és halláskárosodás: csökkenti az szigeteltség érzését, növeli a kapcsolatteremtés lehetőségeit. Vakság és látáskárosodás: javítja a testről alkotott képet, a motoros képességeket és az öntudatot. Mozgáskorlátozottság: javítja a motoros képességeket és a testkép kialakítását, biztosítja az érzelmek kifejezésének egy új módját. Idős kor: társalgást biztosít, mozgást és visszaszorítja a magányosság és az elszigeteltségérzést. Étkezési zavarok: javítja a testről alkotott képet, ami segít a pusztító életmód befejezésében, feltárja a zavar mögötti jelképeket
Poszttraumatikus stressz szindróma: összehozza a múltat és a jelent egy biztonságos helyen, hogy szembe tudjanak nézni a fájdalmas emlékekkel. Parkinson-kór: a ritmus segítségével kontrollt alakít ki a mozgásos tünetek felett, ami javítja a motoros képességeket és az egyensúlyt. Szülés előkészítő: fejleszti a lazító technikát, csökkenti az idegességet, megtanítja a légzést és az energiatakarékosságot, kialakít egy kellő önbizalmat a szülés és a szülővé váláshoz.

## Alkalmazási területek
- Rehabilitációs központok; - Egészségügyi létesítmények; - Oktatási intézmények; - Törvényszéki intézmények;- Szanatóriumok;- Betegség megelőző központok;- Egészségfejlesztési programok.

## Terapeuták képzése
Az Amerikai Táncterápiás Egyesület a legfőbb szabályzója a követelményeknek az oktatásban és a tréningekben is annak érdekében, hogy valakiből jó táncterapeuta váljon. Általában mesterfokozat szükséges ahhoz, hogy valakiből táncterapeuta legyen. A kezdő szint eléréséhez minimum 700 óra klinikai tréningen kell bizonyítania, a továbblépéshez pedig 3640 óra klinikai tréning szükséges.

## Oktatás
6 intézmény foglalkozik mesterfokozatú táncterapeuták képzésével: Antioch Egyetem Angliában, Columbia Egyetem Chicagoban, Drexel Egyetem Pennsylvaniaban, Lesley Egyetem Massachusettsben és Pratt Intézmény New Yorkban.;Általában humán szakon szerzett mester vagy doktori diplomával rendelkező egyéneknek van lehetőségük táncterapeuta képzésben részesülni.

## A terapeuta és a kezelés szerepe
A terapeuta rendszeresen találkozzon a pácienssel. A kezdő találkozás egy belső diagnózis kialakítását foglalja magába, mely beszélgetés és néhány mozgásos és értelmi teszt kitöltése után alakul ki. Ezek után érthető, hol van a neurológiai vagy a fejlődési hiányosság. Ekkor a kliensnek néhány mozgásmintázat bemutatása következik, mely épp hozzá illik. A mozgásmintázatok gyakorlásával a páciens erősíti a bizonyos idegi folyamatokat, mely az adott folyamat javulásához vezet.

## Eredmény
A táncterápia segítségével agyvérzést és agysérülést szenvedett betegnek is javulhat az életstílusa a mozgásos folyamat fejlesztésével, melyek a felfogó képességekre is kihatnak. A tanulási zavarokkal küzdő gyermeknek javíthatja a rendszer kialakítást, a társas viselkedést és az olvasást, valamint a figyelmet és az órákon való tevő részvételt. Segít a felnőtt és gyermek egyéneknek feldolgozni a traumatikus eseményeket és kialakítani egy alkotó érzést.<reg name="god"/>

## Fordítás
- Ez a szócikk részben vagy egészben  a   Dance therapy című angol Wikipédia-szócikk fordításán alapul.  Az eredeti cikk szerkesztőit annak laptörténete sorolja fel. Ez a jelzés csupán a megfogalmazás eredetét és a szerzői jogokat jelzi, nem szolgál a cikkben szereplő információk forrásmegjelöléseként.

## Külső hivatkozások
1. http://bodywork.hu/tanc_es_mozgasterapia_pszichologus_szemmel/ Archiválva 2017. augusztus 4-i dátummal a Wayback Machine-ben